# منزل أموزغار
منزل أموزغار (بالفارسية: خانه آموزگار) هو منزل تاريخي يعود إلى عصر القاجاريون، ويقع في شيراز.